# Längenbühl
Längenbühl är en ort i kommunen Forst-Längenbühl i kantonen Bern, Schweiz
Längenbühl var en kommun i amtsbezirk Thun, Bern, Schweiz. Den 1 januari 2007 slogs kommunen samman med Forst till kommunen Forst-Längenbühl.